# Euphrosine ramosa
Euphrosine ramosa är en ringmaskart som beskrevs av Imajima 2003. Euphrosine ramosa ingår i släktet Euphrosine och familjen Euphrosinidae. Inga underarter finns listade i Catalogue of Life.